# موسیوو
موسیوو (به لاتین: Moseyevo) یک منطقهٔ مسکونی در روسیه است که در استان آرخانگلسک واقع شده‌است.